# Torneo Nacional de Ascenso 2007-08
La temporada 2007-08 del Torneo Nacional de Ascenso fue la decimosexta edición del torneo de segundo nivel para equipos de baloncesto. El torneo contó con dieciséis equipos. Fue el último torneo que se disputó dos finales por el ascenso y una final por el campeonato.
El campeón fue Ciclista Olímpico, que derrotó en la final por el campeonato a Lanús. Ambos equipos estaban ascendidos a la hora de disputar la serie.

## Equipos participantes
| Club                    | Procedencia                                    | Estadio                      |
| Ciclista Olímpico       | La Banda, Santiago del Estero                  | Estadio Vicente Rosales      |
| Lanús                   | Lanús, Buenos Aires                            | Microestadio Antonio Rotili  |
| Unión                   | Sunchales, Santa Fe                            | La Fortaleza del Bicho       |
| Argentino               | Junín, Buenos Aires                            | Héctor D'Anunzio, La Cúpula  |
| San Martín (MJ)         | Marcos Juárez, Córdoba                         |                              |
| San Martín              | Corrientes, Corrientes                         | El Fortín Rojinegro          |
| Pedro Echagüe-Saladillo | Buenos Aires                                   | Saladillo, Buenos Aires      |
| Echagüe                 | Paraná, Entre Ríos                             | Estadio Luis Butta           |
| La Unión de Formosa     | Formosa, Formosa                               | Polideportivo Cincuentenario |
| Ciclista Juninense      | Junín, Buenos Aires                            | El Coliseo del Boulevard     |
| Asociación Italiana     | Charata, Chaco                                 |                              |
| Alma Juniors            | Esperanza, Santa Fe                            |                              |
| Gimnasia y Esgrima      | La Plata, Buenos Aires                         | Polideportivo Víctor Nethol  |
| Asociación Española     | Charata, Chaco                                 |                              |
| Alianza Olimpia         | San Fernando del Valle de Catamarca, Catamarca |                              |
| Regatas San Nicolás     | San Nicolás de los Arroyos, Buenos Aires       |                              |

## Primera fase
| Equipo | Equipo                        | PJ | PG | PP | Pts |
| ------ | ----------------------------- | -- | -- | -- | --- |
| 1.°    | Unión (Sunchales)             | 14 | 11 | 3  | 25  |
| 2.°    | Ciclista Olímpico             | 14 | 10 | 4  | 24  |
| 3.°    | San Martín (Corrientes)       | 14 | 8  | 6  | 22  |
| 4.°    | La Unión de Formosa           | 14 | 8  | 6  | 22  |
| 5.°    | Asociación Italiana (Charata) | 14 | 7  | 7  | 21  |
| 6.°    | Alma Juniors                  | 14 | 6  | 8  | 20  |
| 7.°    | Alianza Olimpia (Catamarca)   | 14 | 3  | 11 | 17  |
| 8.°    | Asociación Española (Charata) | 14 | 3  | 11 | 17  |

| Equipo | Equipo                     | PJ | PG | PP | Pts |
| ------ | -------------------------- | -- | -- | -- | --- |
| 1.°    | Ciclista Juninense         | 14 | 9  | 5  | 23  |
| 2.°    | Echagüe-Saladillo          | 14 | 9  | 5  | 23  |
| 3.°    | Lanús                      | 14 | 9  | 5  | 23  |
| 4.°    | San Martín (Marcos Juárez) | 14 | 8  | 6  | 22  |
| 5.°    | Echagüe                    | 14 | 7  | 7  | 21  |
| 6.°    | Regatas San Nicolás        | 14 | 6  | 8  | 20  |
| 7.°    | Gimnasia (La Plata)        | 14 | 4  | 10 | 18  |
| 8.°    | Argentino (Junín)1         | 14 | 4  | 10 | 16  |

|  | Clasificado al TNA 1. |
|  | Clasificado al TNA 2. |

1: Se le descontaron dos puntos al cabo de esta fase por incidentes ocurridos cuando jugaba de local.

## Segunda fase
| Equipo | Equipo                     | A    | PJ | PG | PP | Pts  |
| ------ | -------------------------- | ---- | -- | -- | -- | ---- |
| 1.°    | Unión (Sunchales)          | 12,5 | 14 | 8  | 6  | 34,5 |
| 2.°    | San Martín (Marcos Juárez) | 11,0 | 14 | 9  | 5  | 34,0 |
| 3.°    | San Martín (Corrientes)    | 11,0 | 14 | 8  | 6  | 33,0 |
| 4.°    | Echagüe-Saladillo          | 11,5 | 14 | 7  | 7  | 32,5 |
| 5.°    | La Unión de Formosa        | 11,0 | 14 | 7  | 7  | 32,0 |
| 6.°    | Ciclista Juninense         | 11,5 | 14 | 6  | 8  | 31,5 |
| 7.°    | Ciclista Olímpico1         | 12,0 | 14 | 6  | 8  | 31,0 |
| 8.°    | Lanús                      | 11,5 | 14 | 5  | 9  | 30,5 |

| Equipo | Equipo                        | A    | PJ | PG | PP | Pts  |
| ------ | ----------------------------- | ---- | -- | -- | -- | ---- |
| 9.°    | Asociación Italiana           | 10,5 | 14 | 10 | 4  | 34,5 |
| 10.°   | Alma Juniors                  | 10,0 | 14 | 10 | 4  | 34,0 |
| 11.°   | Argentino (Junín)             | 8,0  | 14 | 11 | 3  | 33,0 |
| 12.°   | Echagüe                       | 10,5 | 13 | 6  | 7  | 29,5 |
| 13.°   | Gimnasia (La Plata)           | 9,0  | 14 | 6  | 8  | 29,0 |
| 14.°   | Asociación Española (Charata) | 8,5  | 14 | 6  | 8  | 28,5 |
| 15.°   | Alianza Olimpia2              | 8,5  | 14 | 3  | 11 | 24,5 |
| 16.°   | Regatas San Nicolás3          | 10,0 | 13 | 3  | 10 | 24,0 |

|  | Clasificado a cuartos de final.   |
|  | Clasificado a la reclasificación. |
|  | Termina su participación.         |
|  | Desciende de categoría.           |

1: Se le descontó un punto por resolución del Honorable Tribunal de Disciplina.

2: Se le descontó un punto por incumplimiento de cancelación de deuda con la organización (Asociación de Clubes).

3: Se le descontó dos puntos por incumplimiento del reglamento. No se presentó a jugar ante Echagüe en el partido correspondiente por la última fecha de la segunda fase.

## Finales por el ascenso
Ascenso 1
Unión (Sunchales) - Ciclista Olímpico
|              | Unión (S) | 67–90 | Ciclista Olímpico |  |  |  |
|              |           |       |                   |  |  |  |
|              |           |       |                   |  |  |  |
| Serie: 0 - 1 |           |       |                   |  |  |  |
|              |           |       |                   |  |  |  |

|              | Unión (S) | 82–77 | Ciclista Olímpico |  |  |  |
|              |           |       |                   |  |  |  |
|              |           |       |                   |  |  |  |
| Serie: 1 - 1 |           |       |                   |  |  |  |
|              |           |       |                   |  |  |  |

|              | Ciclista Olímpico | 81–73 | Unión (S) |  |  |  |
|              |                   |       |           |  |  |  |
|              |                   |       |           |  |  |  |
| Serie: 2 - 1 |                   |       |           |  |  |  |
|              |                   |       |           |  |  |  |

|              | Ciclista Olímpico | 72–67 | Unión (S) |  |  |  |
|              |                   |       |           |  |  |  |
|              |                   |       |           |  |  |  |
| Serie: 3 - 1 |                   |       |           |  |  |  |
|              |                   |       |           |  |  |  |

Ascenso 2
Lanús - Argentino (Junín)
|              | Lanús | 73–66 | Argentino (J) |  |  |  |
|              |       |       |               |  |  |  |
|              |       |       |               |  |  |  |
| Serie: 1 - 0 |       |       |               |  |  |  |
|              |       |       |               |  |  |  |

|              | Lanús | 82–65 | Argentino (J) |  |  |  |
|              |       |       |               |  |  |  |
|              |       |       |               |  |  |  |
| Serie: 2 - 0 |       |       |               |  |  |  |
|              |       |       |               |  |  |  |

|              | Argentino (J) | 79–87 | Lanús |  |  |  |
|              |               |       |       |  |  |  |
|              |               |       |       |  |  |  |
| Serie: 0 - 3 |               |       |       |  |  |  |
|              |               |       |       |  |  |  |

## Final por el campeonato
Lanús - Ciclista Olímpico
|              | Lanús | 78–84 | Ciclista Olímpico |  |  |  |
|              |       |       |                   |  |  |  |
|              |       |       |                   |  |  |  |
| Serie: 0 - 1 |       |       |                   |  |  |  |
|              |       |       |                   |  |  |  |

|              | Ciclista Olímpico | 85–76 | Lanús |  |  |  |
|              |                   |       |       |  |  |  |
|              |                   |       |       |  |  |  |
| Serie: 2 - 0 |                   |       |       |  |  |  |
|              |                   |       |       |  |  |  |

## Posiciones finales
| Equipo | Equipo                      |
| ------ | --------------------------- |
| 1.°    | Ciclista Olímpico           |
| 2.°    | Lanús                       |
| 3.°    | Unión (Sunchales)           |
| 4.°    | Argentino (Junín)           |
| 5.°    | San Martín (Marcos Juarez)  |
| 6.°    | San Martín (Corrientes)     |
| 7.°    | Pedro Echagüe-Saladillo     |
| 8.°    | Echagüe                     |
| 9.°    | La Unión de Formosa         |
| 10.°   | Ciclista Juninense          |
| 11.°   | Asociación Italiana         |
| 12.°   | Alma Juniors                |
| 13.°   | Gimnasia y Esgrima La Plata |
| 14.°   | Asociación Española         |
| 15.°   | Alianza Olimpia (Catamarca) |
| 16.°   | Regatas San Nicolás         |

|  | Ascenso a la Liga Nacional. |
|  | Descenso a la Liga "B".     |